# Okręg wyborczy nr 1 do Sejmu Rzeczypospolitej Polskiej (1991–1993)
Okręg wyborczy nr 1 do Sejmu Rzeczypospolitej Polskiej (1991–1993) obejmował Miasto Stołeczne Warszawę (województwo warszawskie). W ówczesnym kształcie został utworzony w 1991. Wybieranych było w nim 17 posłów w systemie proporcjonalnym.
W obwodach zagranicznych okręgu nr 1 oddawali swoje głosy obywatele polscy mieszkający lub przebywający podczas wyborów za granicą kraju.
Siedzibą okręgowej komisji wyborczej była Warszawa.

## Wybory parlamentarne 1991
Głosowanie odbyło się 27 października 1991.
| Komitet wyborczy                                      | Komitet wyborczy                                                  | Głosów  | %     | Mandaty | Wybrani posłowie                                     |
| ----------------------------------------------------- | ----------------------------------------------------------------- | ------- | ----- | ------- | ---------------------------------------------------- |
|                                                       | Unia Demokratyczna                                                | 135 789 | 18,88 | 3       | Jacek Kuroń, Bronisław Geremek, Andrzej Wielowieyski |
|                                                       | Kongres Liberalno-Demokratyczny                                   | 119 194 | 16,57 | 3       | Jan Bielecki, Paweł Piskorski, Jacek Kurczewski      |
|                                                       | Porozumienie Obywatelskie Centrum                                 | 102 804 | 14,29 | 3       | Jarosław Kaczyński, Jan Olszewski, Adam Glapiński    |
|                                                       | Sojusz Lewicy Demokratycznej                                      | 95 666  | 13,30 | 2       | Aleksander Kwaśniewski, Jerzy Wiatr                  |
|                                                       | Wyborcza Akcja Katolicka                                          | 48 181  | 6,70  | 1       | Antoni Macierewicz                                   |
|                                                       | Solidarność Pracy                                                 | 35 146  | 4,89  | 1       | Ryszard Bugaj                                        |
|                                                       | Konfederacja Polski Niepodległej                                  | 31 266  | 4,35  | 1       | Krzysztof Król                                       |
|                                                       | Polska Partia Przyjaciół Piwa                                     | 28 123  | 3,91  | 1       | Janusz Rewiński                                      |
|                                                       | Unia Polityki Realnej                                             | 17 533  | 2,44  | 1       | Lech Pruchno-Wróblewski                              |
|                                                       | Ruch Demokratyczno-Społeczny                                      | 12 897  | 1,79  | 1       | Zbigniew Bujak                                       |
|                                                       | Polskie Stronnictwo Ludowe Sojusz Programowy                      | 12 096  | 1,68  | –       |                                                      |
|                                                       | Niezależny Samorządny Związek Zawodowy „Solidarność”              | 10 429  | 1,45  | –       |                                                      |
|                                                       | Stronnictwo Narodowe                                              | 8405    | 1,17  | –       |                                                      |
|                                                       | Chrześcijańska Demokracja                                         | 7036    | 0,98  | –       |                                                      |
|                                                       | Niezależny Samorządny Związek Zawodowy Policjantów                | 6363    | 0,88  | –       |                                                      |
|                                                       | Zdrowa Polska – Sojusz Ekologiczny                                | 4636    | 0,64  | –       |                                                      |
|                                                       | Porozumienie Ludowe                                               | 4363    | 0,61  | –       |                                                      |
|                                                       | Stronnictwo Demokratyczne                                         | 4283    | 0,60  | –       |                                                      |
|                                                       | Solidarność 80                                                    | 4073    | 0,57  | –       |                                                      |
|                                                       | Związki Zawodowe w Obronie Społeczeństwa                          | 3759    | 0,52  | –       |                                                      |
|                                                       | Koalicja Polskiej Partii Ekologicznej i Polskiej Partii Zielonych | 3706    | 0,52  | –       |                                                      |
|                                                       | Partia Wolności                                                   | 3520    | 0,49  | –       |                                                      |
|                                                       | Partia „VICTORIA”                                                 | 3379    | 0,47  | –       |                                                      |
|                                                       | Polska Partia Ekologiczna – Zieloni                               | 3007    | 0,42  | –       |                                                      |
|                                                       | Polska Wspólnota Narodowa – Polskie Stronnictwo Narodowe          | 2974    | 0,41  | –       |                                                      |
|                                                       | Ruch Powszechnej Własności                                        | 2674    | 0,37  | –       |                                                      |
|                                                       | Konfederacja Pracodawców Prywatnych                               | 1925    | 0,27  | –       |                                                      |
|                                                       | Partia Chrześcijańskich Demokratów                                | 1642    | 0,23  | –       |                                                      |
|                                                       | Polski Związek Zachodni                                           | 1256    | 0,17  | –       |                                                      |
|                                                       | „Daj Nam Szansę”                                                  | 1000    | 0,14  | –       |                                                      |
|                                                       | Wyborczy Blok Mniejszości                                         | 680     | 0,09  | –       |                                                      |
|                                                       | Blok Ludowo-Chrześcijański                                        | 485     | 0,07  | –       |                                                      |
|                                                       | Białoruski KW                                                     | 384     | 0,05  | –       |                                                      |
|                                                       | Partia Konserwatywno-Liberalna                                    | 381     | 0,05  | –       |                                                      |
|                                                       | Mniejszość Niemiecka                                              | 344     | 0,05  | –       |                                                      |
| Frekwencja: 54,68% Źródło: Państwowa Komisja Wyborcza |                                                                   |         |       |         |                                                      |